# 어거스트콰이어
어거스트콰이어(August Choir)는 2018년 싱글 《기도해》로 데뷔한 대한민국의 음악 그룹이다.

## 방송
- 가스펠스타C 4 (2014) - 대상

## 음반
- 가스펠스타C 시즌4 (2014)
- 기도해 (2018)
- To. _____ (2018)
- 러블리가스펠 Live Ver.1 어거스트콰이어 (2020)
- 러블리가스펠 Live Ver.2 어거스트콰이어 (2020)
- 러블리가스펠 Live Ver.3 어거스트콰이어 (2020)
- 주가 일하시네 - TRIOMENON & AUGUST CHOIR (2020)
- Sing Forever (2020)
- 낮고 천한 곳 오시었네 (2020)